# 假鳞叶龙胆
假鳞叶龙胆（学名：Gentiana pseudosquarrosa）是龙胆科龙胆属的植物，是中国的特有植物。分布于中国大陆的四川、西藏、云南、青海等地，生长于海拔1,400米至3,800米的地区，一般生长在山坡草地、高山草甸和灌丛中，目前尚未由人工引种栽培。